# Den vita stormen
Den vita stormen (eng. White Squall) är en amerikansk film från 1996 regisserad av Ridley Scott med Jeff Bridges och John Savage i två av huvudrollerna.
Filmens manus skrevs av Todd Robinson, baserat på boken The last voyage of the Albatross, skriven av Charles Gieg och Felix Sutton. De båda var elever på skolfartyget Albatross, en skonare som gick under den 3 maj 1961. Kapten ombord var Christopher B. Sheldon (spelad av Jeff Bridges). Kaptenens fru Alice tillsammans med kocken samt ytterligare två elever gick under med skeppet.

## Rollista
| Jeff Bridges        | – Kapten Christopher 'Skipper' Sheldon |
| Caroline Goodall    | – Dr. Alice Sheldon                    |
| John Savage         | – McCrea                               |
| Scott Wolf          | – Charles 'Chuck' Gieg                 |
| Jeremy Sisto        | – Frank Beaumont                       |
| Ryan Phillippe      | – Gil Martin                           |
| David Lascher       | – Robert March                         |
| Eric Michael Cole   | – Dean Preston                         |
| Jason Marsden       | – Shay Jennings                        |
| David Selby         | – Francis Beaumont                     |
| Julio Oscar Mechoso | – Girard Pascal                        |
| Zeljko Ivanek       | – Sanders, Kapten i kustvakten         |
| Balthazar Getty     | – Tod Johnstone                        |
| Ethan Embry         | – Tracy Lapchick                       |
| Jordan Clarke       | – Charles Gieg                         |